# Скоттсбург (Індіана)
Скоттсбург (англ. Scottsburg) — місто (англ. city) в США, в окрузі Скотт штату Індіана. Населення — 7345 осіб (2020).

## Географія
Скоттсбург розташований за координатами 38°41′12″ пн. ш. 85°47′2″ зх. д. / 38.68667° пн. ш. 85.78389° зх. д. (38.686793, -85.783780).  За даними Бюро перепису населення США в 2010 році місто мало площу 13,14 км², з яких 13,09 км² — суходіл та 0,05 км² — водойми. В 2017 році площа становила 13,83 км², з яких 13,76 км² — суходіл та 0,06 км² — водойми.

### Клімат
| Клімат : Скоттсбург     | Клімат : Скоттсбург | Клімат : Скоттсбург | Клімат : Скоттсбург | Клімат : Скоттсбург | Клімат : Скоттсбург | Клімат : Скоттсбург | Клімат : Скоттсбург | Клімат : Скоттсбург | Клімат : Скоттсбург | Клімат : Скоттсбург | Клімат : Скоттсбург | Клімат : Скоттсбург | Клімат : Скоттсбург |
| Показник                | Січ.                | Лют.                | Бер.                | Квіт.               | Трав.               | Черв.               | Лип.                | Серп.               | Вер.                | Жовт.               | Лист.               | Груд.               | Рік                 |
| Середній максимум, °C   | 4                   | 6                   | 12                  | 19                  | 24                  | 29                  | 31                  | 30                  | 27                  | 21                  | 12                  | 6                   | 18                  |
| Середня температура, °C | 0                   | 1                   | 6                   | 12                  | 17                  | 22                  | 24                  | 23                  | 20                  | 13                  | 6                   | 1                   | 12                  |
| Середній мінімум, °C    | −5                  | −4                  | 0                   | 5                   | 11                  | 16                  | 18                  | 17                  | 13                  | 6                   | 0                   | −3                  | 6                   |
| Норма опадів, мм        | 90                  | 72                  | 111                 | 104                 | 107                 | 106                 | 102                 | 95                  | 75                  | 72                  | 83                  | 83                  | 1098                |
| ----------------------- | ------------------- | ------------------- | ------------------- | ------------------- | ------------------- | ------------------- | ------------------- | ------------------- | ------------------- | ------------------- | ------------------- | ------------------- | ------------------- |
| Джерело:                |                     |                     |                     |                     |                     |                     |                     |                     |                     |                     |                     |                     |                     |

## Демографія
Згідно з переписом 2010 року, у місті мешкало 6747 осіб у 2768 домогосподарствах у складі 1730 родин. Густота населення становила 514 особи/км².  Було 3117 помешкань (237/км²).
Расовий склад населення:
| - 97,2 % — білих - 0,9 % — азіатів - 0,3 % — чорних або афроамериканців - 0,2 % — корінних американців |

До двох чи більше рас належало 0,6 %. Частка іспаномовних становила 1,8 % від усіх жителів.
За віковим діапазоном населення розподілялося таким чином: 23,3 % — особи молодші 18 років, 60,8 % — особи у віці 18—64 років, 15,9 % — особи у віці 65 років та старші. Медіана віку мешканця становила 37,5 року. На 100 осіб жіночої статі у місті припадало 90,4 чоловіків;  на 100 жінок у віці від 18 років та старших — 86,9 чоловіків також старших 18 років.
Середній дохід на одне домашнє господарство  становив 45 508 доларів США (медіана — 41 007), а середній дохід на одну сім'ю — 53 165 доларів (медіана — 46 707). Медіана доходів становила 41 786 доларів для чоловіків та 31 192 долари для жінок. За межею бідності перебувало 26,5 % осіб, у тому числі 44,7 % дітей у віці до 18 років та 19,7 % осіб у віці 65 років та старших.
Цивільне працевлаштоване населення становило 2645 осіб. Основні галузі зайнятості: виробництво — 26,8 %, роздрібна торгівля — 18,7 %, освіта, охорона здоров'я та соціальна допомога — 16,3 %.